# Club y Biblioteca Ramón Santamarina
Il Club y Biblioteca Ramón Santamarina, o semplicemente Santamarina, è una società calcistica argentina con sede nella città di Tandil, nella provincia di Buenos Aires. Milita nella Primera B Nacional, la seconda serie del calcio argentino.

## Palmarès

### Competizioni nazionali
- Torneo Argentino A: 1

2013-2014
- Torneo Argentino B: 1

2005-2006

### Competizioni regionali
- Liga Tandilense de fútbol: 31

1924, 1925, 1926, 1928, 1930, 1932, 1938, 1950, 1953, 1955, 1956, 1957, 1959, 1960, 1961, 1962, 1963, 1964, 1965, 1966, 1968, 1970, 1973, 1976, 1979, 1980, 1984, 1991, 1992, 2002, 2013
- Torneo Regional: 1

1985